# Natsumi Tsunoda
Natsumi Tsunoda (Yachiyo (Chiba), 6 augustus 1992) is een Japanse judoka. Tsunoda is drievoudig wereldkampioen in de klasse tot 48 kilogram. Ze won goud tijdens de Wereldkampioenschappen van 2021, 2022 en 2023. Ook won ze de gouden medaille in de klasse tot 52 kilogram tijdens de Aziatische Spelen van 2018.

## Resultaten
Wereldkampioenschappen 2017 in Boedapest -52 kg
 Aziatische Spelen 2018 in Jakarta -52 kg
 Wereldkampioenschappen 2021 in Boedapest -48 kg
 Wereldkampioenschappen 2022 in Tasjkent -48 kg
 Wereldkampioenschappen 2023 in Doha -48 kg
 Olympische Zomerspelen 2024 in Parijs -48 kg
1992: Cécile Nowak ·
1996: Kye Sun-hui ·
2000: Ryoko Tamura ·
2004: Ryoko Tani ·
2008: Alina Dumitru · 
2012: Sarah Menezes · 
2016: Paula Pareto · 
2020: Distria Krasniqi · 
2024: Natsumi Tsunoda